# Dyleňský les
Dyleňský les (německy Tillenberger Wald) je geomorfologický podcelek v severní části Českého lesa v okrese Cheb v Karlovarském kraji a okrese Tachov v Plzeňském kraji. Nejvyšším bodem je vrchol Dyleně s nadmořskou výškou 940 m, nejnižší bod leží u vesnice Horní Lažany na severním okraji území v nadmořské výšce 470 m.

## Vymezení území
Větší, severní část Dyleňského lesa, leží v okrese Cheb, menší jižní část zasahuje do okresu Tachov. Západní hranici Dyleňského lesa tvoří státní hranice s Německem. Na německém území na něj navazuje Hornofalcký les (německy Oberpfälzer Wald).

## Přírodní poměry

### Geomorfologické členění
Na českém území sousedí Dyleňský les (označení 1A-1D) s následujícími geomorfologickými celky: na severu s Chebskou pánví a asi dva kilometry dlouhou hranici se Smrčinami, konkrétně geomorfologickým podcelkem Chebskou pahorkatinou; na východě hraničí s Podčeskoleskou pahorkatinou. Na jihu probíhá severně od Halže ohraničení Dyleňského lesa vůči dalšímu geomorfologickému podcelku Českého lesa – Přimdskému lesu. 
Podrobné dělení včetně okrsků je uvedené v tabulce.
| Geomorfologické členění Českého lesa                                                 | Geomorfologické členění Českého lesa | Geomorfologické členění Českého lesa |
| ------------------------------------------------------------------------------------ | ------------------------------------ | --- |
| ČESKÁ VYSOČINA • Šumavská subprovincie • Českoleská oblast                           |                                      | |
| ČERCHOVSKÝ LES                                                                       | Haltravská hornatina                 | Čerchovský hřbet (Čerchov, 1042 m) Smrčský hřbet (Dlouhá skála, 969 m) Bučinsko-černovršský hřbet (Bučina, 860 m) Haltravský hřbet (Škarmanka, 888 m) Staroherštejnský hřbet (Starý Herštejn, 878 m) Modřínovecká vrchovina (Na skále, 691 m) |
| ČERCHOVSKÝ LES                                                                       | Nemanická vrchovina                  | Lískovecká vrchovina (Nad Zámečkem, 721 m) Plešská hornatina (Velký Zvon, 862 m) |
| ČERCHOVSKÝ LES                                                                       | Ostrovská vrchovina                  | Šidlákovská vrchovina (Pivoňské hory, 756 m) Bystřická vrchovina (Výšina, 708 m) |
| KATEŘINSKÁ KOTLINA                                                                   | nečlení se                           | nečlení se (Bukáč, 571 m) |
| PŘIMDSKÝ LES                                                                         | Málkovská vrchovina                  | Málkovský hřbet (Přimda, 848 m) Novoveská pahorkatina (bezejmenný, 660 m) Velkodvorská pahorkatina (Lískovský vrch, 710 m) |
| PŘIMDSKÝ LES                                                                         | Plešivecká vrchovina                 | Hoštěcká vrchovina (Plešivec, 766 m) Pastvinská vrchovina (Rozsocha, 758 m) |
| PŘIMDSKÝ LES                                                                         | Havranská vrchovina                  | Tetřeví vrchovina (Havran, 894 m) Pavlostudenecká vrchovina (Studenecký, 798 m) Sečská vrchovina (Seč, 773 m) |
| PŘIMDSKÝ LES                                                                         | Rozvadovská pahorkatina              | Žebrácká pahorkatina (Březový vrch, 625 m) Lučinská pahorkatina (Peklo, 715 m) |
| DYLEŇSKÝ LES                                                                         | Žďárská vrchovina                    | nečlení se (Na Výšině, 789 m) |
| DYLEŇSKÝ LES                                                                         | Tišinská vrchovina                   | Hřebínecká pahorkatina (Hraniční vrch, 731 m) Holinská vrchovina (Tišina, 792 m) Pekelská pahorkatina (654 m) |
| DYLEŇSKÝ LES                                                                         | Třísekerská pahorkatina              | Kamenišťská pahorkatina (Kameniště, 719 m) Krásenská pahorkatina (680 m) |
| DYLEŇSKÝ LES                                                                         | Dyleňská hornatina                   | Dyleňsko-čupřinský hřbet (Dyleň, 940 m) Vysocká vrchovina (770 m) Paličská pahorkatina (660 m) |
| PROVINCIE • Subprovincie • Oblast / Celek / PODCELEK • Okrsek • Podokrsek • (vrchol) |                                      | |

### Geologie
Na území Dyleňského lesa se setkávají dvě geologické jednotky Českého masivu. Severní část je součástí saxothuringika (Sasko-durynské oblasti) a náleží k chebsko-dyleňskému krystaliniku. Převládajícími horninami jsou zde svory a fylity, v nejsevernější části zasahují do území okrajově sedimenty chebské pánve. Jižní část náleží ke geologické jednotce moldanubiku. Převládají zde pararuly a migmatity.

### Nerostné suroviny
Ložisek nerostných surovin jsou zejména v moldanubické oblasti. V linii Zadní Chodov – Stará Voda se nachází projevy tektonické linie nazývané českým křemenným valem. Tektonické pohyby hornin vytvořily podmínky pro vznik ložisek rud. Hornická činnost, která byla významná v minulosti, probíhala v okolí Třech Seker a Zadního Chodova. V okolí Tří seker se nacházela v délce asi 10 km bohatá ložiska měděných rud. Těžily se převážně žíly s chalkopyritem s výrazným podílem stříbra. Počátky dolování jsou kladeny do doby předhusitské. Poblíž zaniklé Slatiny probíhala těžba železných rud. Na Cechu svatého Víta vrcholila na konci 17. století výnosná těžba měděných a stříbrných rud. Tato lokalita stála u zrodu uranového hornictví. Vedle Jáchymova byl Cech svatého Víta druhým ložiskem v rakousko-uherské monarchii, kde byly již v druhé polovině 19. století těženy uranové rudy pro výrobu uranových barviv. Po druhé světové válce geologové prováděli průzkum v okolí Cechu svatého Víta. Výsledkem byl nález uranového ložiska Zadní Chodov.

### Vodstvo
Územím neprotékají významnější vodní toky. Z menších toků v povodí Ohře zde pramení Stebnický potok, Jesenický potok, Šitbořský potok a Paličský potok. Z povodí Mže zde pramení Kosový potok, Hamerský potok, Bahnitý potok, Panský potok, Tichá, Huťský potok a několik menších potoků.

## Sídla
Území Dyleňského lesa je pro svoji odlehlost řídce osídlené. Jediná oblast s rozsáhlejším zalidněním je okolí Tří Seker. K menším sídlům, většinou jen malé vesnice a osady, patří na severu Palič, na severovýchodě území Vysoká na jihu Broumov. Mnohé vesnice při státní hranici s Německem zanikly po druhé světové válce po odsunu německého obyvatelstva a vytvoření hraničního pásma v padesátých letech dvacátého století.
Mezi taková sídla v bezprostřední blízkosti státní hranice patřila např. vesnice Slatina.

## Ochrana přírody
V Dyleňském lese se nachází šest maloplošných chráněných území. Z přírodních rezervací to jsou Mechové údolí, Lipovka, Broumovská bučina, Tišina a Bučina u Žďáru. Z přírodních památek je to Žďár u Chodského Újezda.
Jižní část Dyleňského lesa v okrese Tachov, jižně od Broumova, severně od Halže, již leží v CHKO Český les.

## Galerie

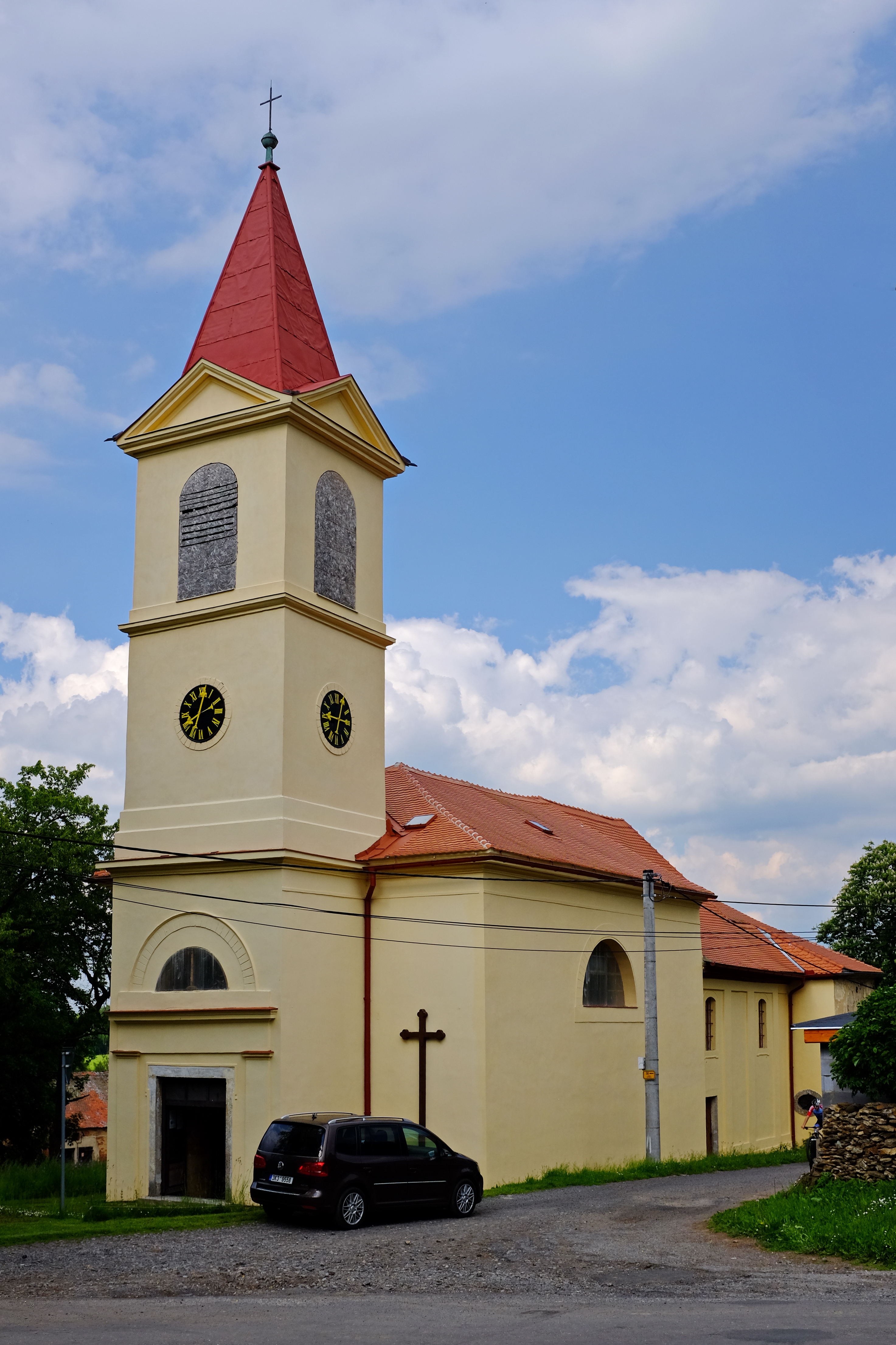
Kostel v Paliči
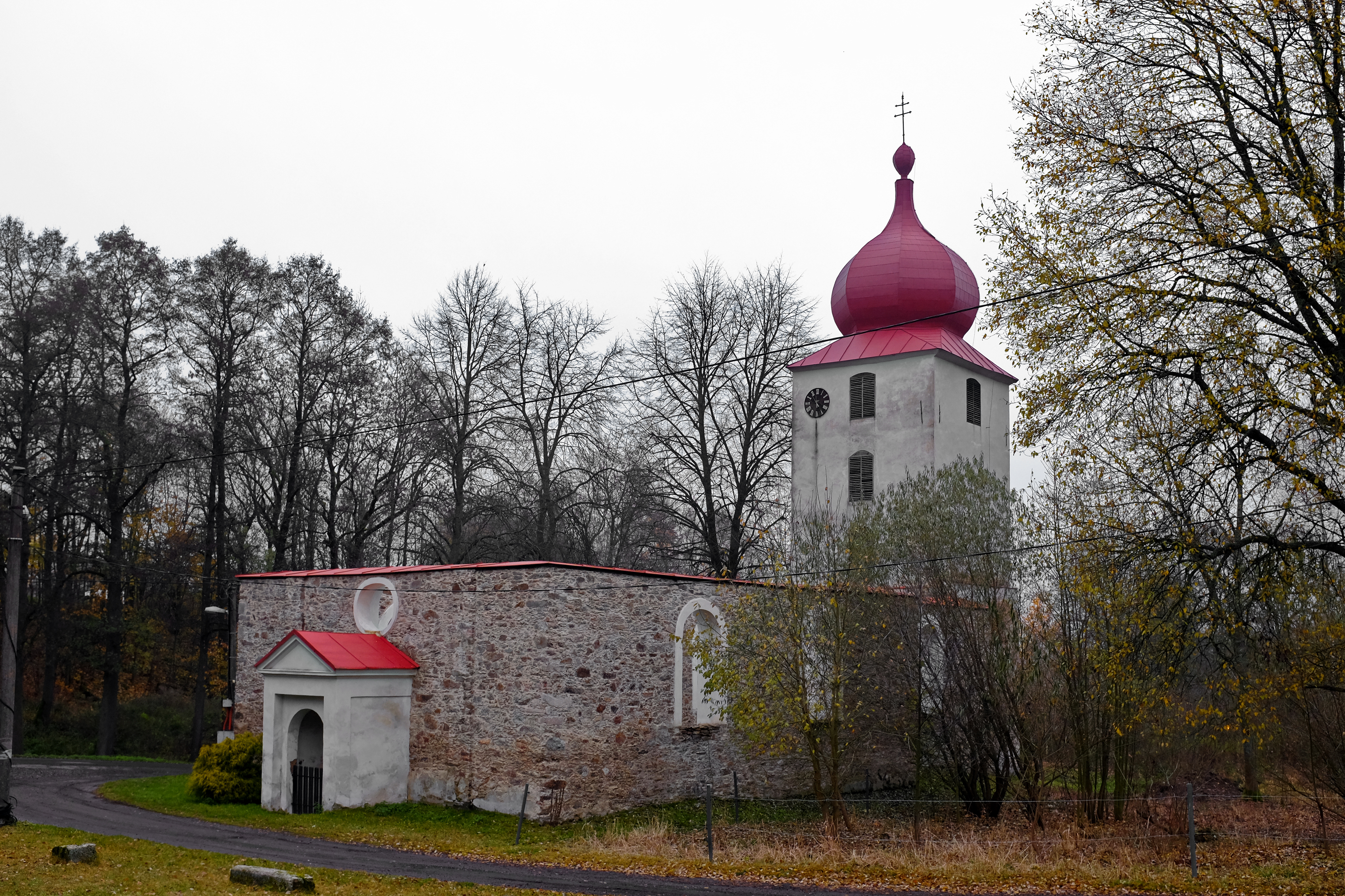
Kostel ve Vysoké
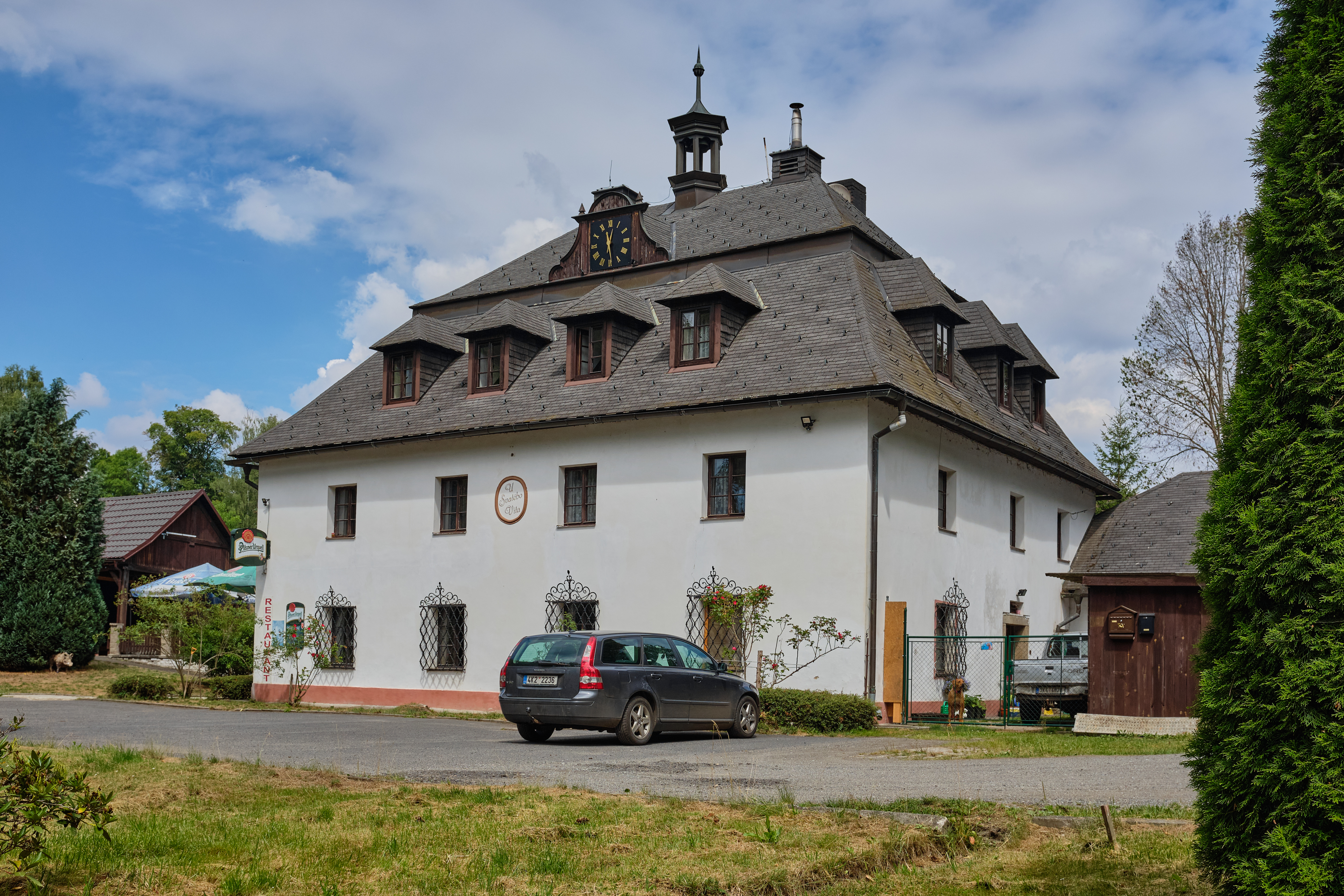
Svatovítský zámek v Broumově
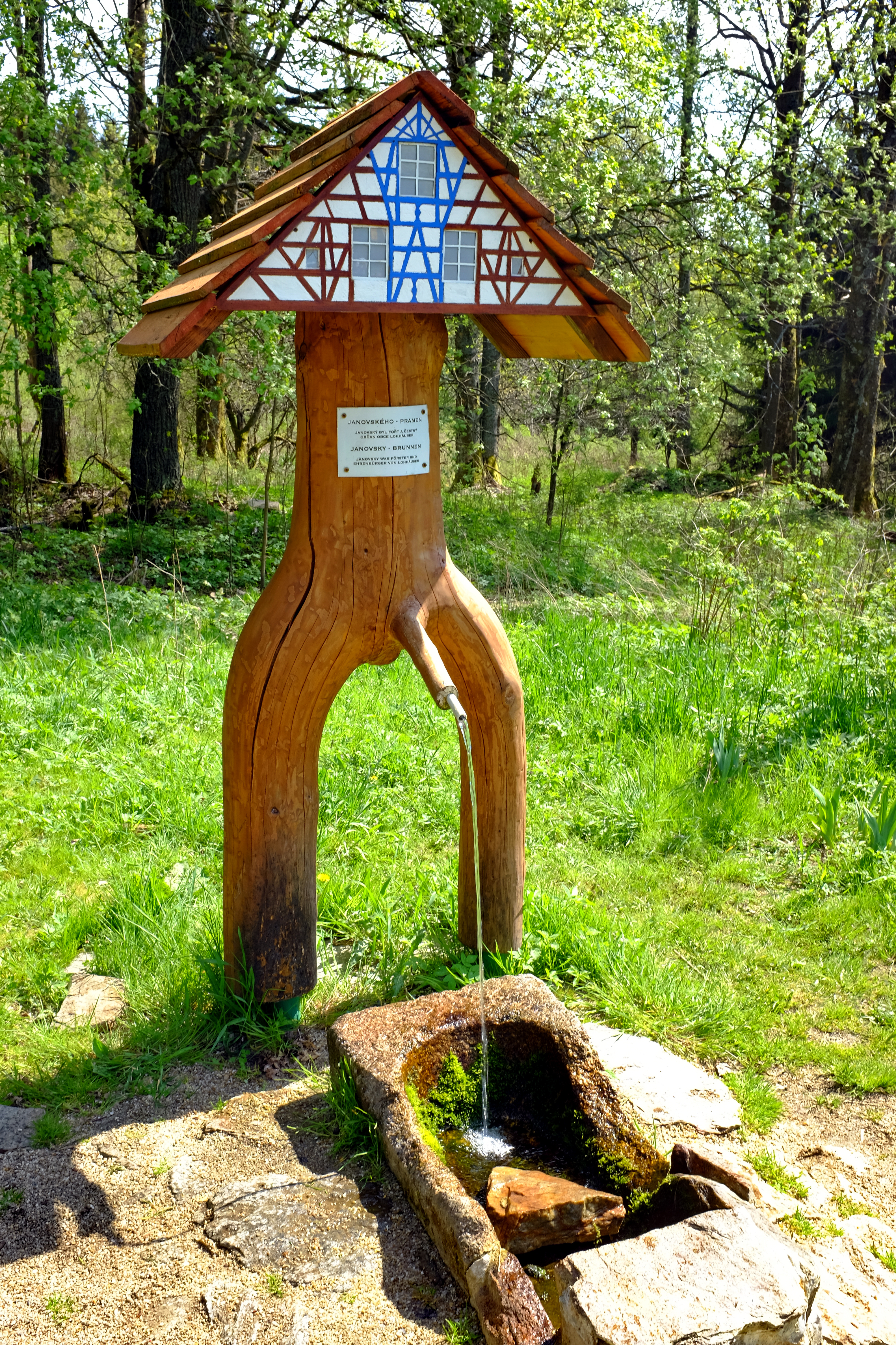
Janovského pramen ve Slatině
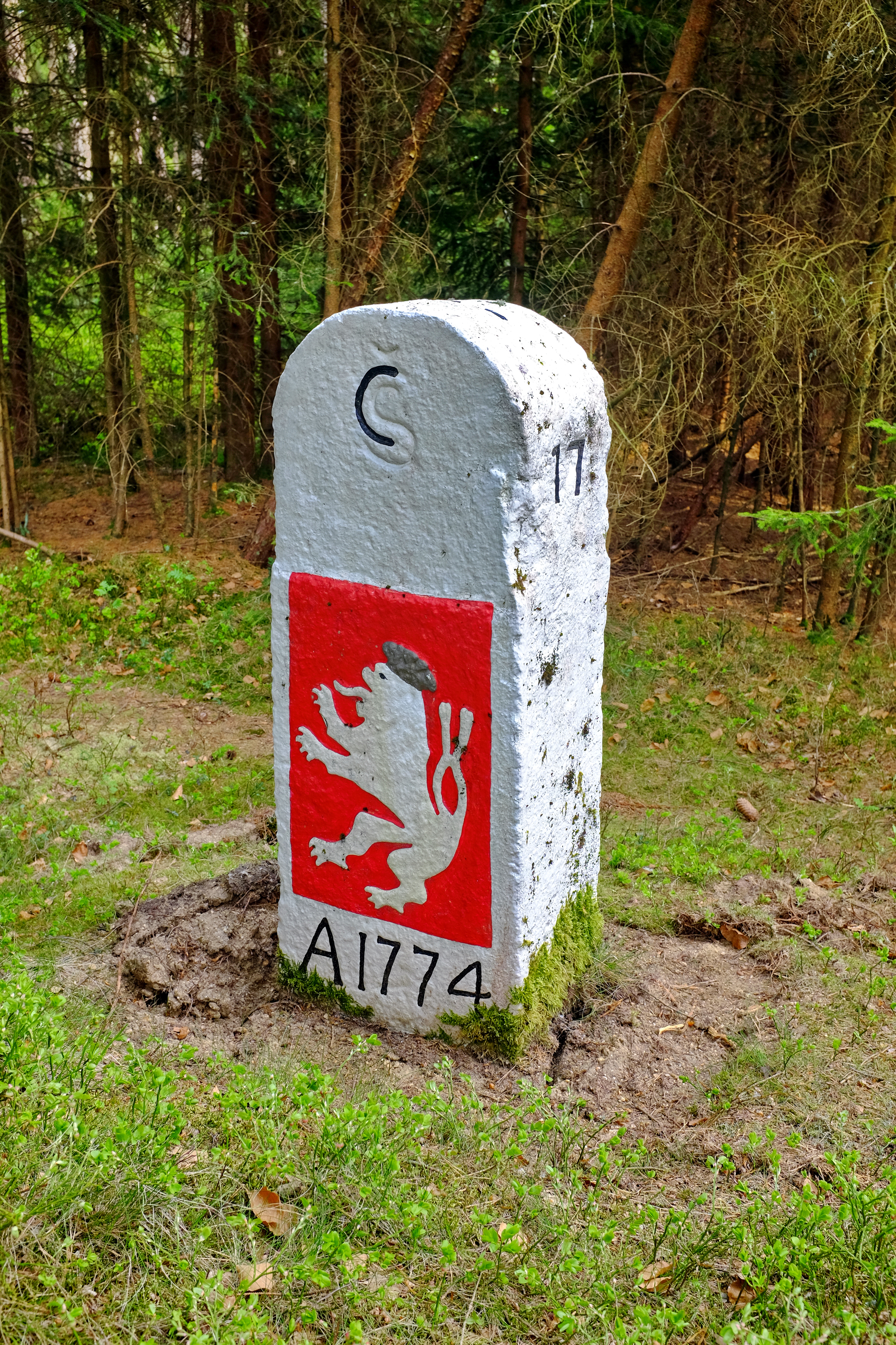
Hraniční kámen na státní hranici ve Slatině
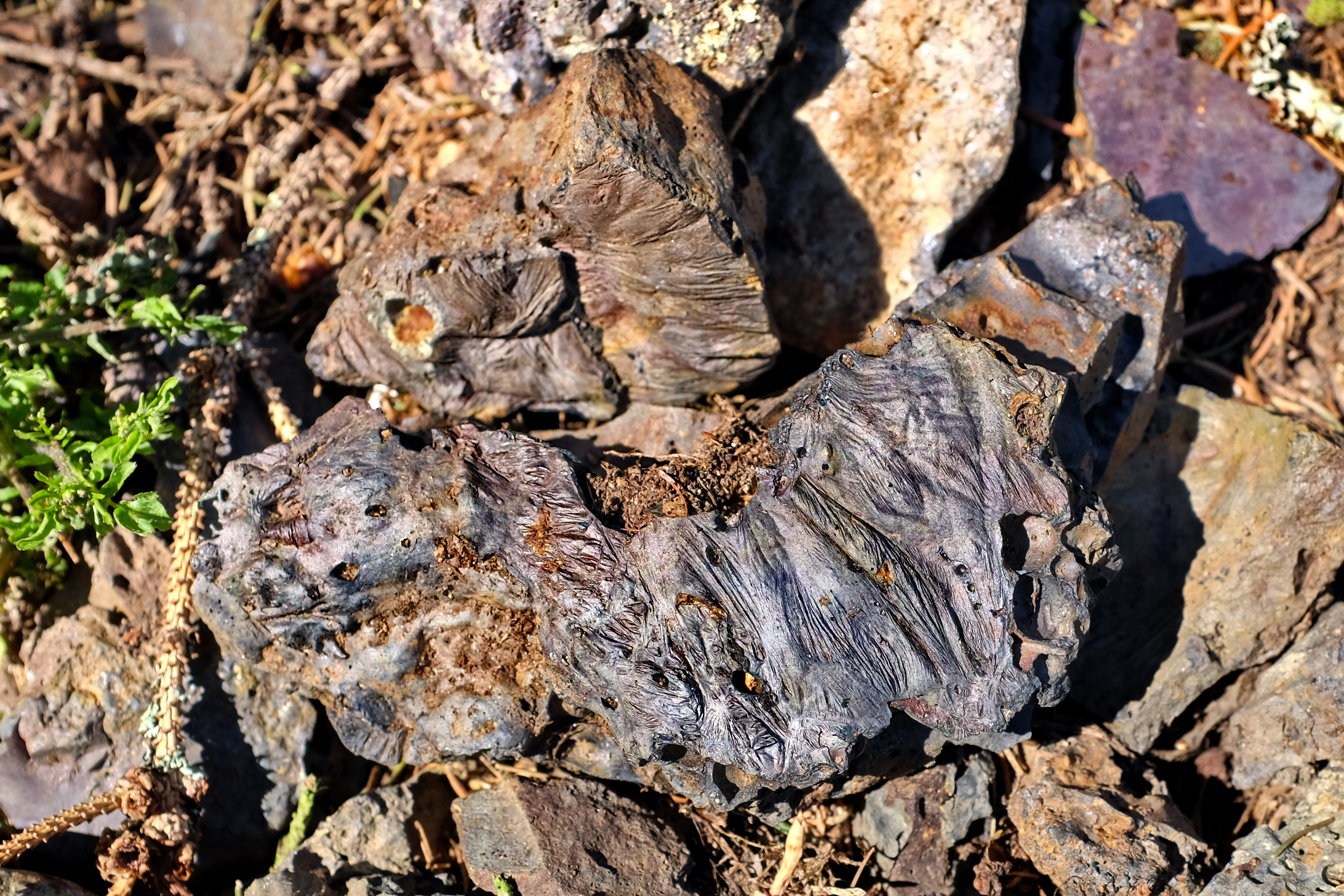
Haldy strusky u Chodovské Huti
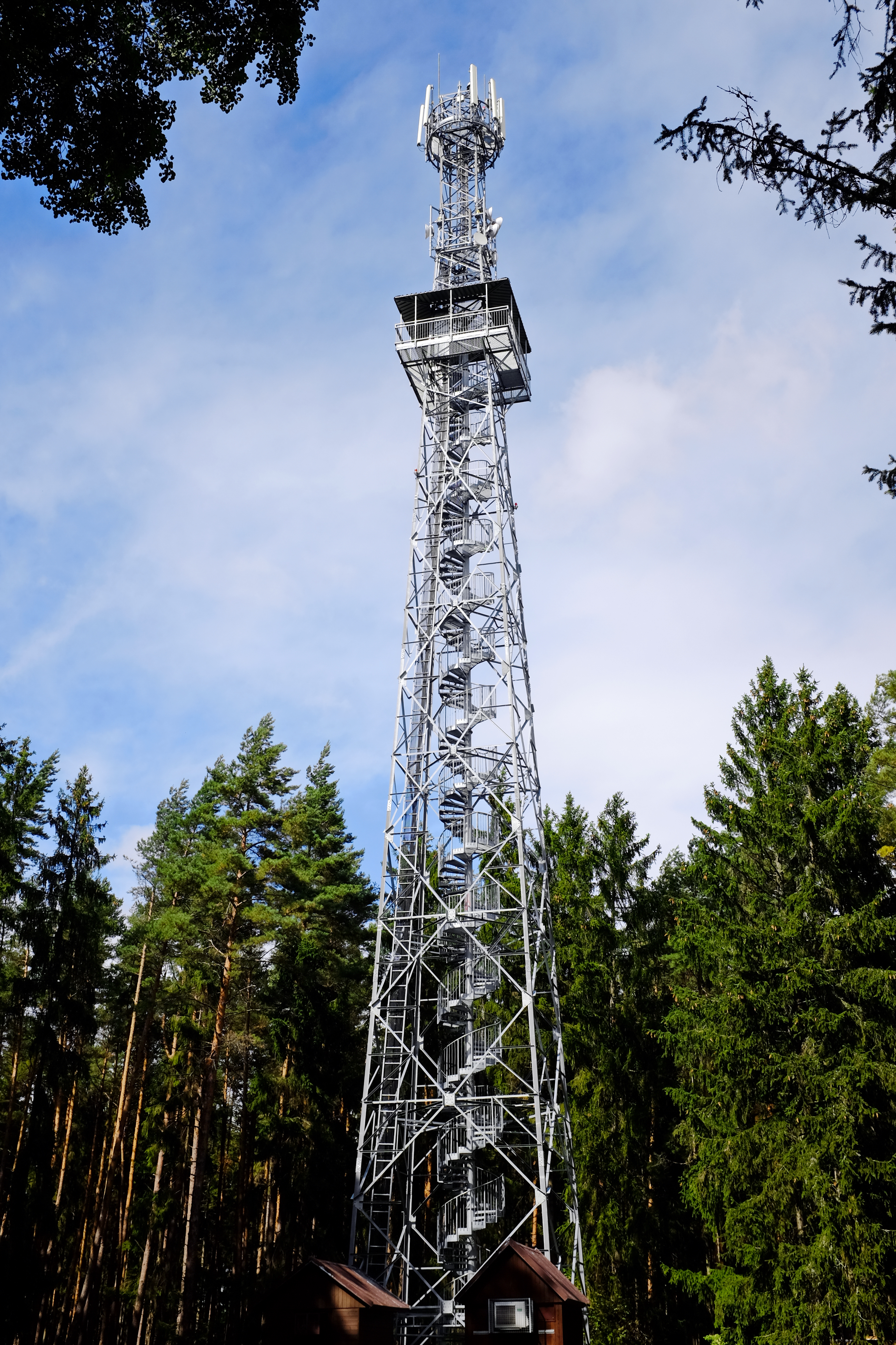
Rozhledna na Panském vrchu
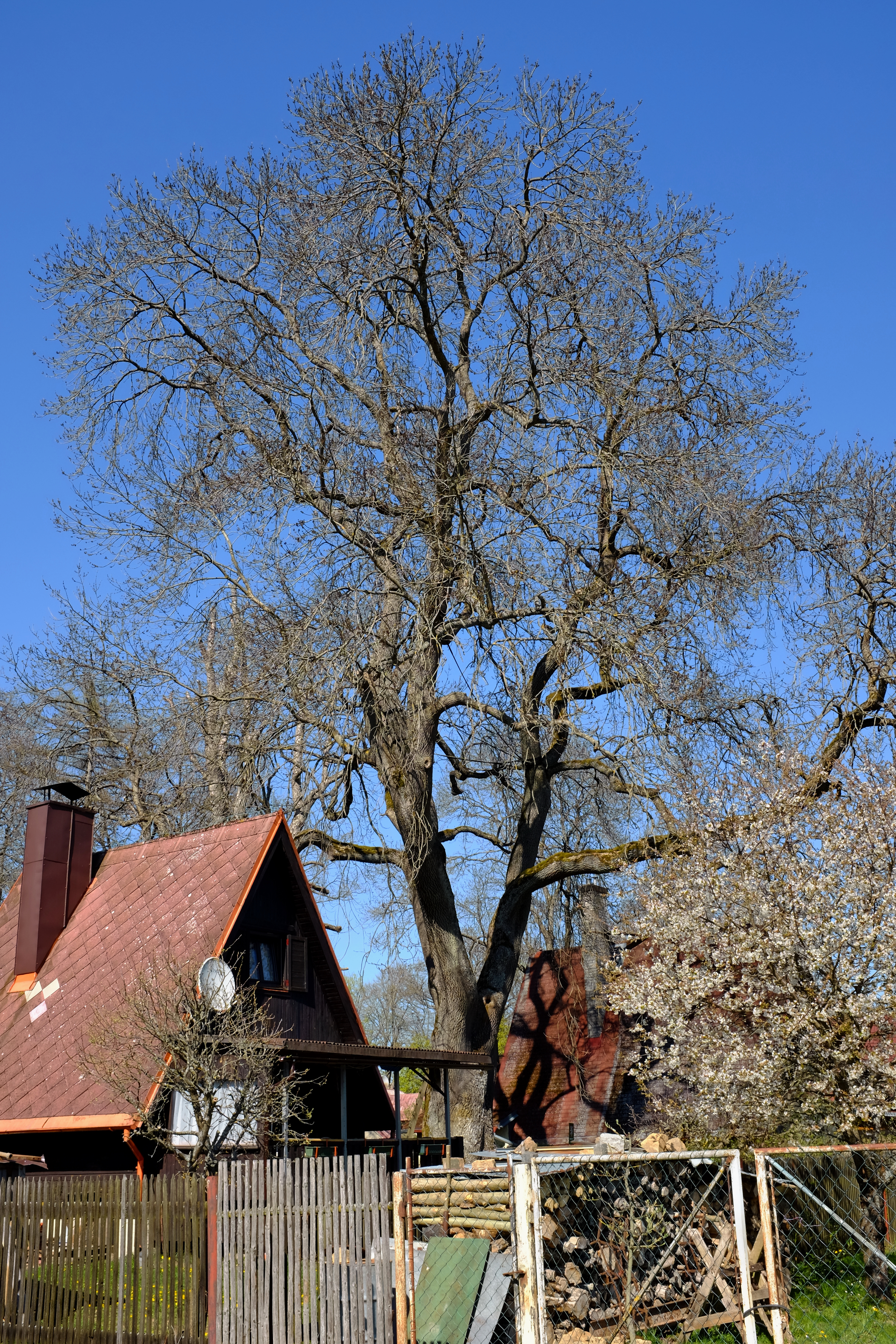
Památný strom Jasan u Čadilů
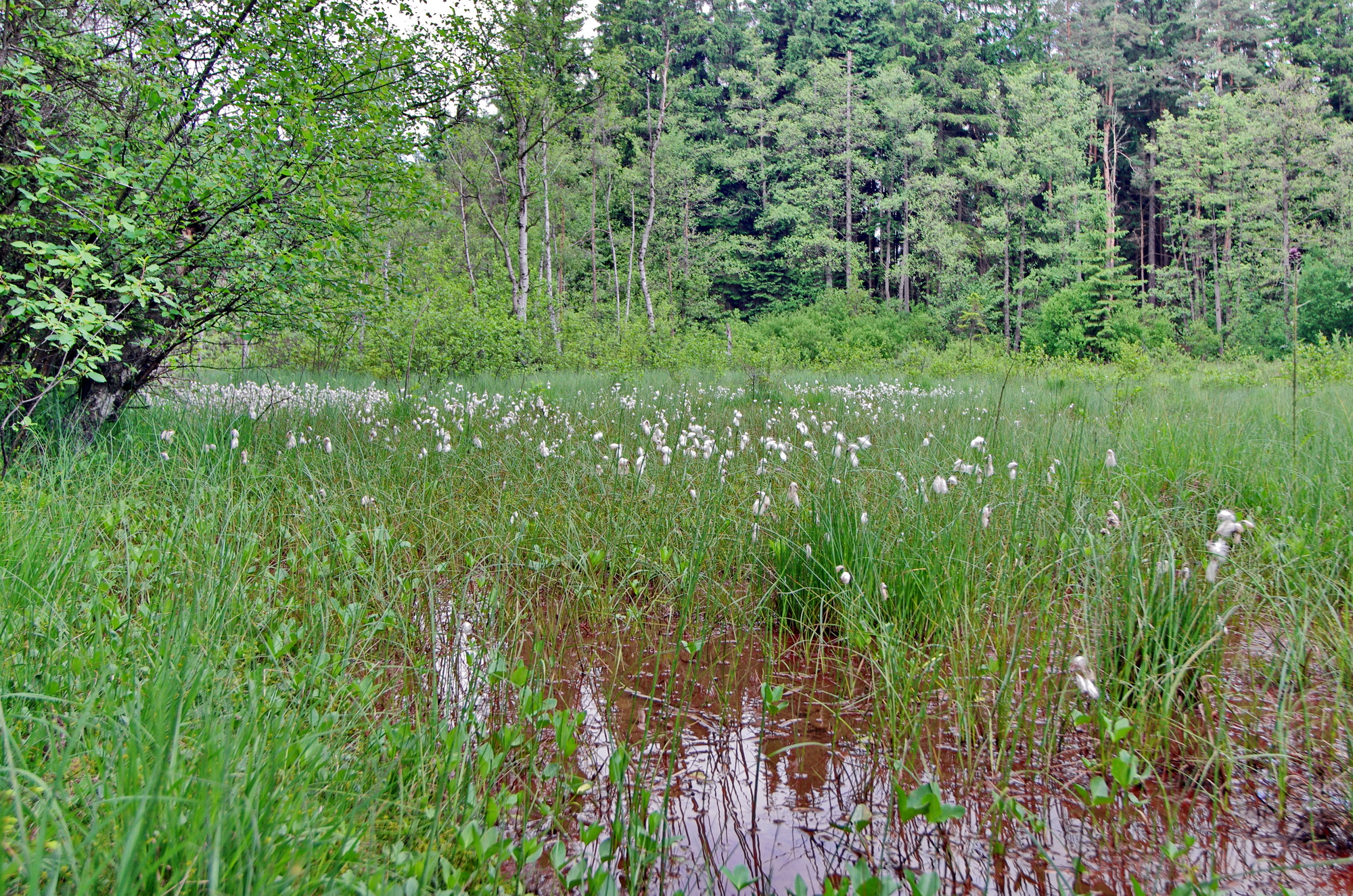
Přírodní rezervace Mechové údolí
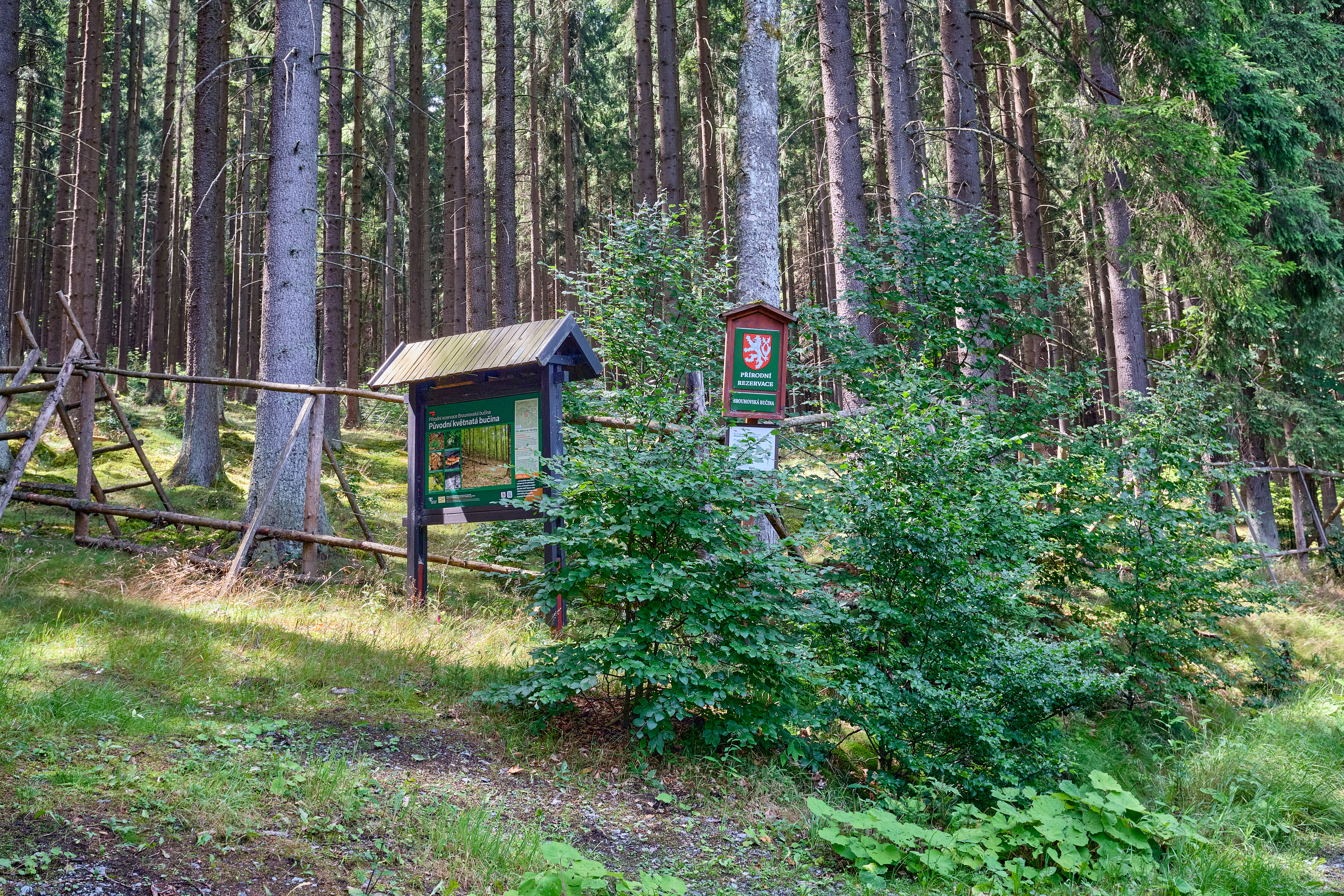
Přírodní rezervace Broumovská bučina
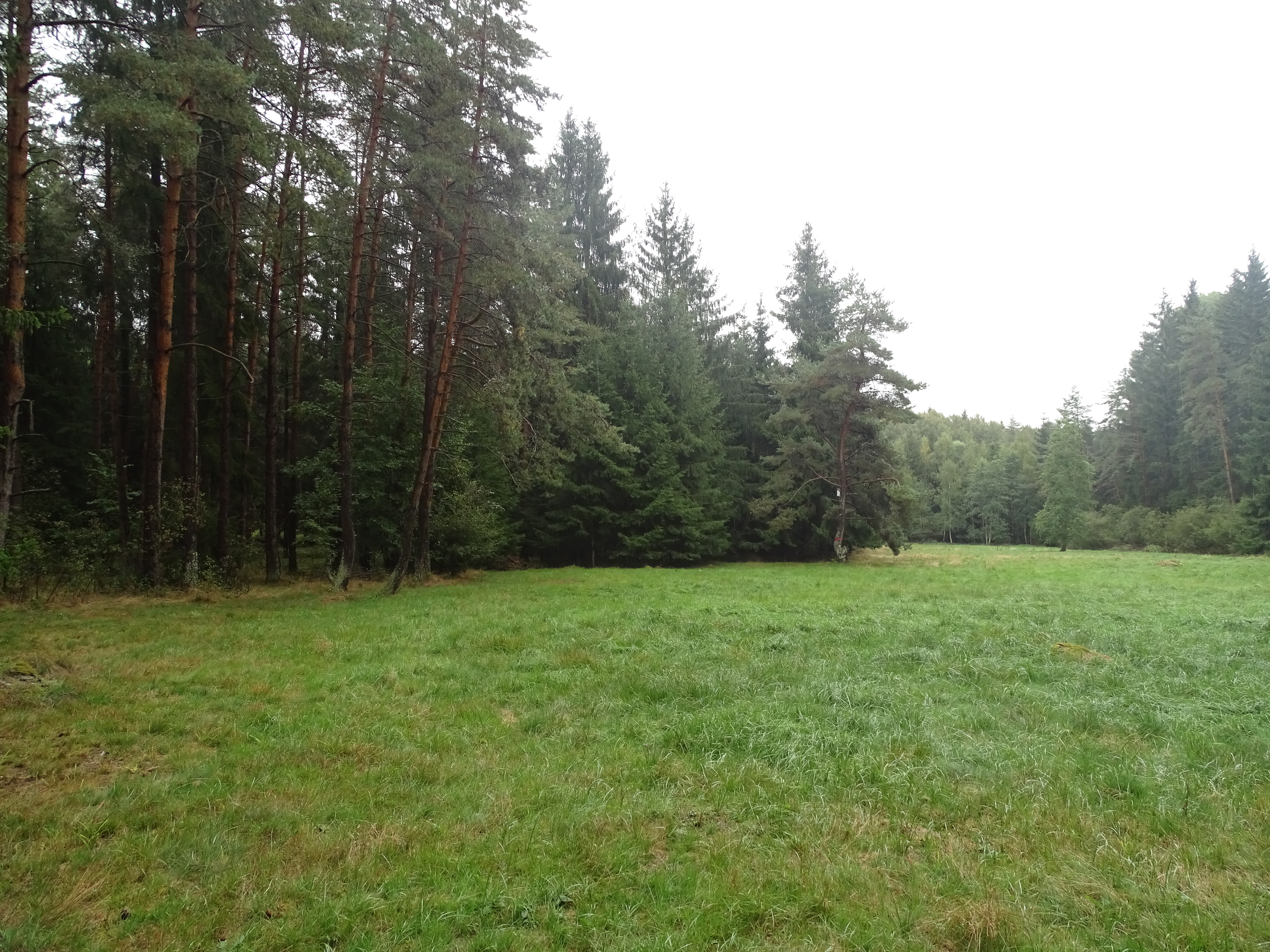
Přírodní památka Žďár u Chodského Újezda